# Ester Textorius

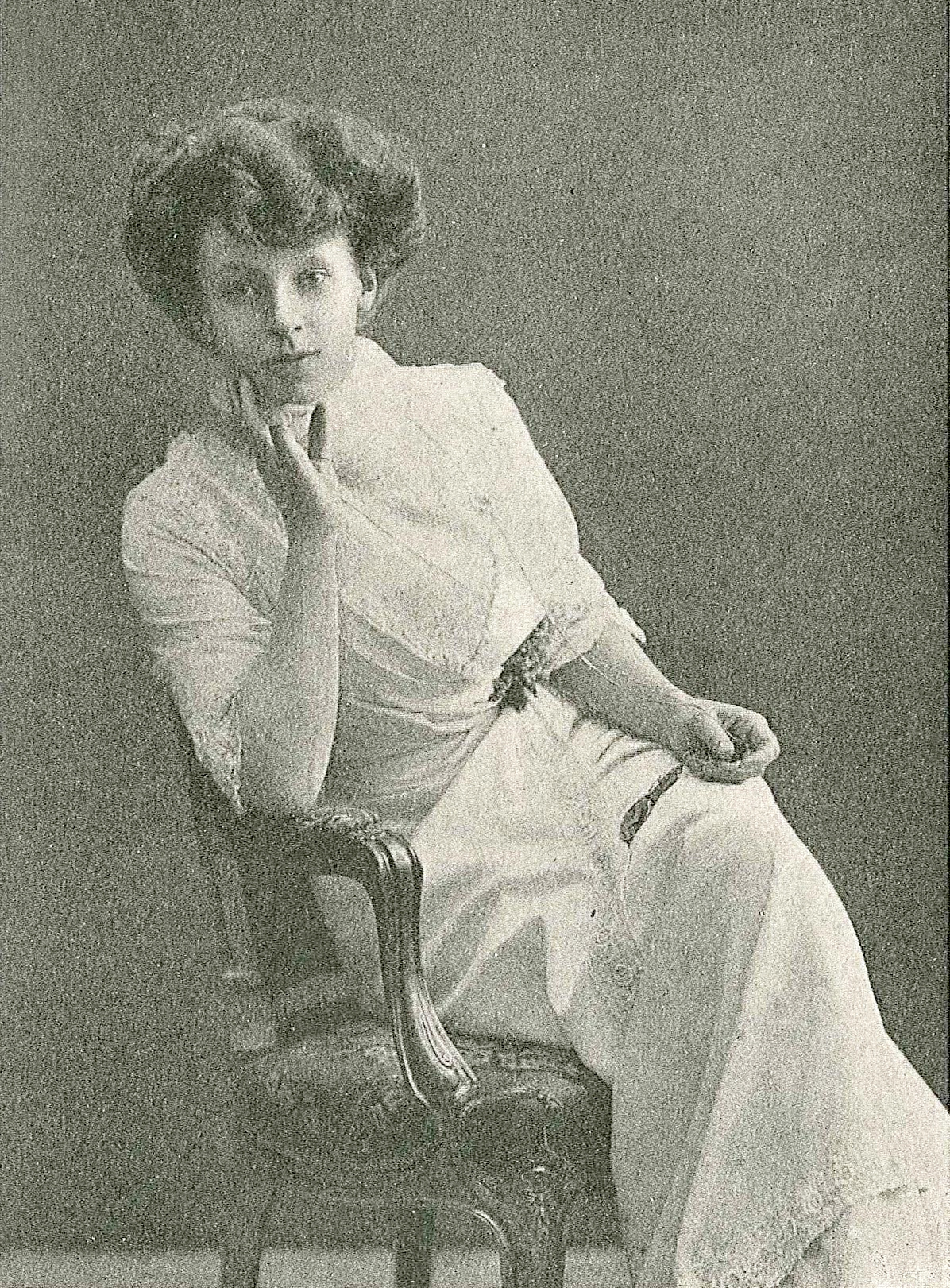
Ester Textorius a principios de los años 1910

Ester Textorius (Västerås, 22 de agosto de 1883-Estocolmo, 13 de febrero de 1972) fue una actriz teatral y cantante de ópera sueca.

## Biografía
Su nombre de nacimiento era Ester Vilhelmina Pettersson, y nació en Västerås, Suecia. En 1904 se casó con el actor Oskar Textorius.
Textorius empezó su carrera interpretativa respondiendo a un anuncio del empresario teatral Emil Hillberg, debutando en 1901 en el Teatro de Halmstad encarnando a Paula en la obra Fri vilja. Tras formarse con Hillberg y con la actriz Josefina Gullberg, trabajó unos años en diferentes teatros del país. En esos años tuvo la oportunidad de actuar con el famoso actor del Teatro Dramaten Gustaf Fredriksson. Su papel favorito en esa época fue el de Käthe en la obra Gamla Heidelberg.
En 1907 actuó por vez primera en Estocolmo, en una farsa representada en el Djurgårdsteatern, al tiempo que grababa para el sello Lycrophon tres discos dedicados a la opereta. En 1909 y 1910 trabajó con Anton Salmson en el recién inaugurado Operett-teatern en Östermalm. Desde 1911 a 1918 actuó en el Vasateatern. En esos años representó muchas operetas y, a pesar de su éxito, ella nunca se consideró como una buena cantante para sus papeles, por lo que prefería interpretar personajes que no cantaban. Textorius también interpretó revistas, y en 1912 grabó varios discos para la discográfica Odeon.
En 1911 hizo su primer papel en el cine junto a su marido en el corto de Anna Hofman-Uddgren Stockholmsfrestelser. Textorius, sin embargo, participó solamente en un puñado de películas, la mayoría comedias rodadas en los años 1940.  
Entre 1919 y 1925, el matrimonio Textorius actuó en Gotemburgo, trabajando ella sobre todo en el Folkteatern. Posteriormente volvieron a Estocolmo, donde su marido obtuvo el puesto de director del Oscarsteatern y el Vasateatern, trabajando ella en labores de administración.
Ester Textorius enviudó en 1938. Falleció en 1972 en Estocolmo, a los 88 años de edad.

## Filmografía
- 1911: Stockholmsfrestelser
- 1925: Damen med kameliorna
- 1941: Lärarinna på vift
- 1942: Sexlingar
- 1943: Stora skrällen

## Teatro
- 1906: Allt på sin rätta plats, de Frans Hedberg, Södra Teatern[11]
- 1907: Telefonhemligheter, de Herman Hanslleiter y Max Reiman, Djurgårdsteatern[12]
- 1911: Nattlampan, de Miguel Zamocois, Vasateatern[13]
- 1912: 4711, de Algot Sandberg, escenografía de Knut Nyblom, Vasateatern[14][15]
- 1913: En äkta man, de Karl Hedberg, Vasateatern[16]
- 1913: Min herr far, de Franz Arnold y Victor Arnold, escenografía de Knut Nyblom, Vasateatern[17]
- 1913: Som man är klädd..., de Gábor Drégely, escenografía de Knut Nyblom, Vasateatern[18]
- 1913]: Amatörtjuven, de E. W. Hornung y Eugene Presbrey, escenografía de Knut Nyblom, Vasateatern[19]
- 1914: Spanska flugan, de Franz Arnold y Ernst Bach, Vasateatern[20]
- 1914: Kompanjonen, de Adolph L'Arronge, escenografía de Knut Nyblom, Vasateatern[21]
- 1914: Trötte Teodor, de Max Neal y Max Ferner, escenografía de Knut Nyblom, Vasateatern[22]
- 1915: Nattfrämmande, de Fritz Friedmann-Frederich, Vasateatern[23]
- 1915: Försvarsadvokaten, de Ferenc Molnár, escenografía de Knut Nyblom, Vasateatern[24]
- 1916: Annonsera!, de Roi Cooper Megrue y Walter C. Hackett, escenografía de Knut Nyblom, Vasateatern[25]
- 1916: Krigsäran, de Maurice Hennequin, escenografía de Knut Nyblom, Vasateatern[26]
- 1917: Efter skilsmässan, de Algot Sandberg, escenografía de Knut Nyblom, Vasateatern[27]
- 1917: Pultronen, de Lechmere Worrall y Harold Terry, escenografía de Knut Nyblom, Vasateatern[28]
- 1917: Lilla yrhättan, de H. M. Harwood, escenografía de Knut Nyblom, Vasateatern[29]
- 1917: Victor Lundbergs barn, de Hans Sturm, escenografía de Knut Nyblom, Vasateatern[30]
- 1926: Kopparbröllop, de Svend Rindom, escenografía de Oskar Textorius, Södra Teatern[31]
- 1938: Kvinnorna, de Clare Boothe Luce, escenografía de Rune Carlsten, Teatro Dramaten[32]
- 1941: Det evigt manliga, de James Thurber y Elliott Nugent, escenografía de Stig Torsslow, Vasateatern[33]